# Contea di Loritello
La contea di Loritello fu ritagliata a nord del Gargano, nella costa est del Principato di Benevento, dai normanni della famiglia Altavilla, dopo la Battaglia di Civitate del 1053.

## Storia

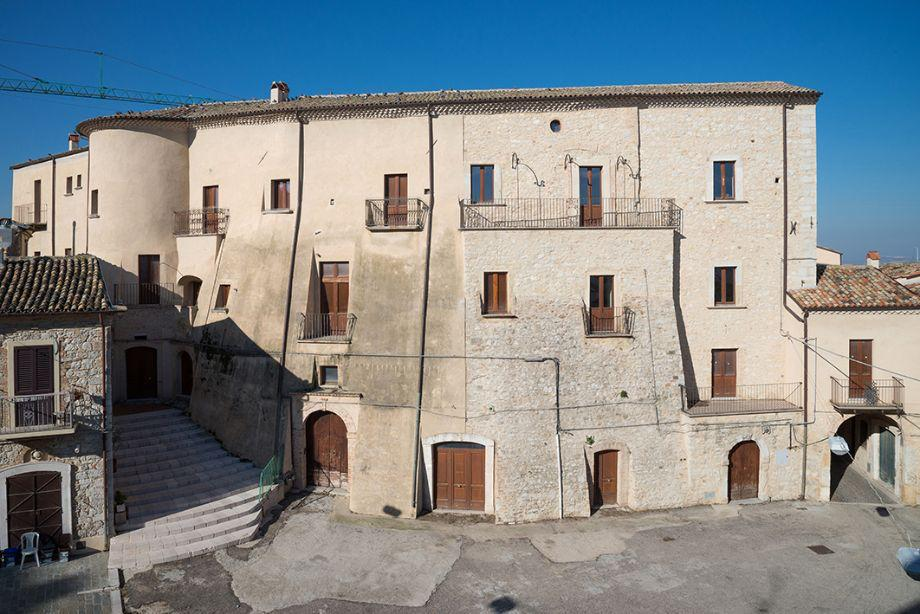
Il Castello ducale a Rotello

Goffredo d'Altavilla, fratello minore di Umfredo, Duca di Puglia e Calabria, iniziò la conquista di quello che sarebbe diventato Loritello quando attaccò la contea Longobarda di Larino e catturò il castello di Morrone nel Sannio.
Nel 1061 il figlio di Goffredo, Roberto, assunse il titolo di primo Conte di Loritello (primo comiti de Loritello) e continuò ad espandere il suo territorio; sconfisse il conte longobardo Trasmundo nella battaglia di Ortona (1070), conquistando la contea di Teate (la moderna Chieti), della quale investì suo fratello Drogone.
Nel 1080 Roberto aveva vassalli, sia longobardi che normanni, nell'area che va dal fiume Pescara ai confini dello Stato Pontificio, con il quale iniziò ad avere contrasti fino a quando Papa Gregorio VII concluse una tregua con il Guiscardo, riconoscendo, tra l'altro, la signoria di Roberto su Loritello e chiedendo che le terre della chiesa fossero trattate con rispetto. Morto il Guiscardo nel 1085, Roberto di Loritello continuò in maniera sempre più autonoma la sua politica di espansione e contemporaneamente mantenne buoni rapporti con il papato attraverso cospicue donazioni. Morì nel 1107.
Roberto II ereditò possedimenti che si estendevano dal Tronto all'Ofanto.
Egli continuò le donazioni in favore di vari monasteri ed appoggiò Ruggero II nella politica di consolidamento della monarchia normanna. Morì a Termoli nel 1136.
Il suo successore, Guglielmo, strinse un'alleanza con l'imperatore Lotario II, tradendo il suo re che, di conseguenza, gli confiscò tutti i suoi possedimenti.
Loritello rimase nel demanio del Regno di Sicilia fino a quando Guglielmo il Malo la assegnò a Roberto II di Bassavilla nel 1154. Ma Roberto di Bassavilla si ribellò al re e lo combatté per molti anni, rifugiandosi infine presso il Barbarossa; solo dopo la morte del re Guglielmo furono restituiti a Roberto tutti i suoi titoli ed egli poté tornare nei suoi possedimenti. Il potere della contea raggiunse l'apice nel periodo di reggenza di Guglielmo il Buono. Loritello aveva una quasi completa autonomia dal potere reale ed il conte ottenne il diritto di amministrare la giustizia (justiciaria).
Roberto III morì nel 1184. Il titolo fu concesso al conte Riccardo de Say al quale succedette Roberto de Say. Dal 1220 il titolo non fu mai più usato.

## Lista dei conti di Loritello

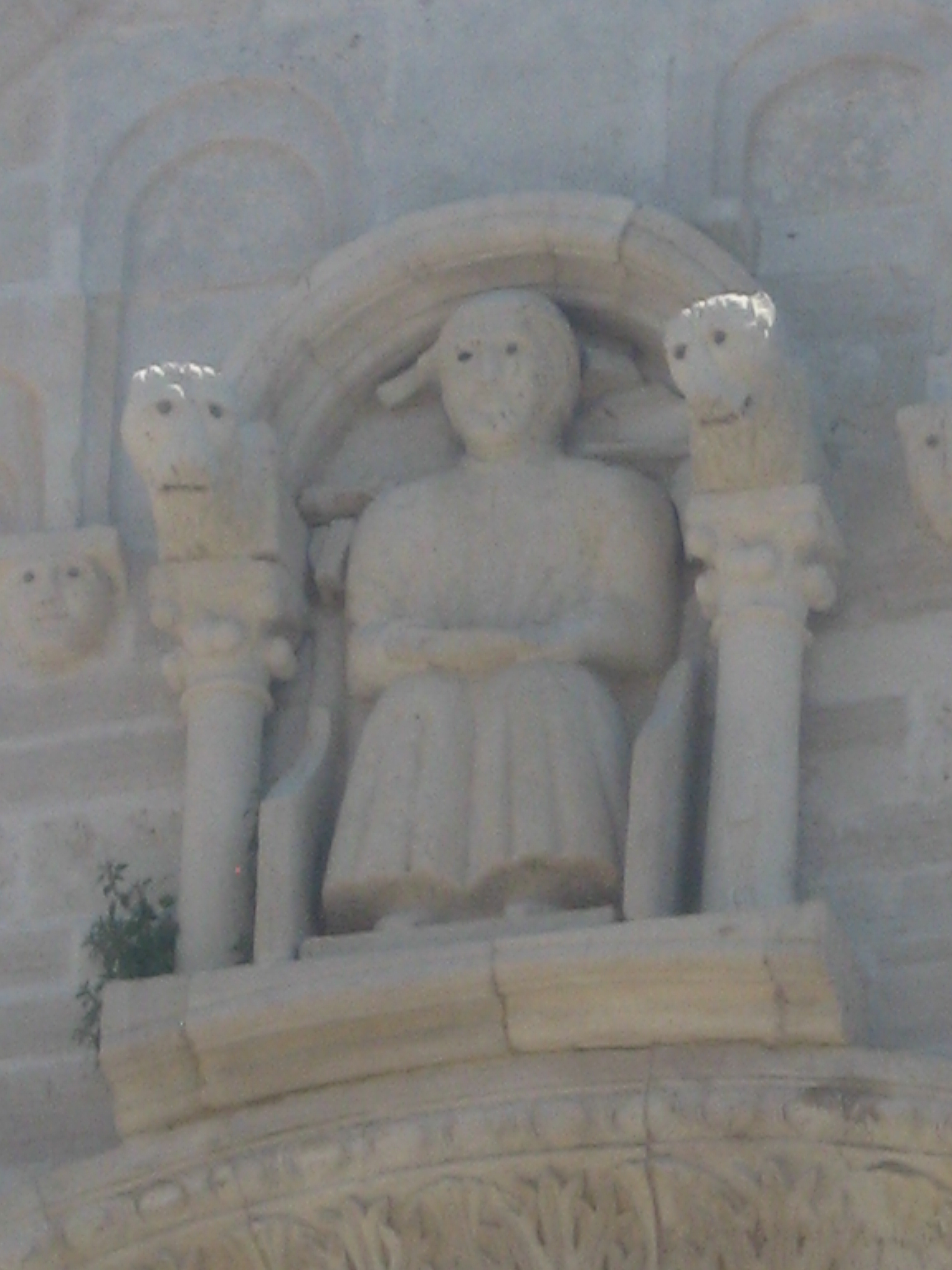
Statua di Roberto III di Loritello, nel Duomo di Ruvo di Puglia

Goffredo d'Altavilla, Conte di Capitanata, conquistando la Contea di Larino, pose le basi per la formazione della Contea di Loritello.
- Roberto I di Loritello, 1061-1107;
- Roberto II di Loritello, 1107-1137;
- Guglielmo di Loritello, 1137 (con la deposizione di Guglielmo, la Contea fu presumibilmente devoluta alla Corona, appannaggio della quale rimase fino al 1154);
- Roberto di Bassavilla, 1154-1184;
- Riccardo de Say;
- Roberto de Say.